# Еристов Давид Євстафійович
Давид Євстафійович Еристов (1843—1910) — князь, генерал від кавалерії, герой облоги Геок-Тепе у 1880—1881 роках.

## Біографія
Народився 2 липня 1843 року в Тифліській губернії, син прапорщика князя Євстафія Мирманозовича Еристова (Еріставі-Ксанского; 1810 — ?) і його дружини Катерини Луарсабівни (1820—1847; уродженої княжни Сумбатової). Освіту здобув у Школі гвардійських підпрапорщиків та кавалерійських юнкерів.
Випущений 13 червня 1862 року корнетом у Київський гусарський полк і 7 листопада 1863 року був проведений в поручики. 13 серпня 1864 року Еристов був зарахований в гвардію і далі послідовно отримав чини поручника (4 квітня 1865 року), штабс-ротмістра (17 квітня 1870 року) і ротмістра (28 березня 1871 року).
13 серпня 1875 року підвищений у званні до полковника та був відряджений до Туркестану, де взяв участь у кампанії проти Кокандського ханства. Потім він був переведений у війська Кавказького військового округу, де отримав у командування 1-й Полтавський кінний полк Кубанського козачого війська.
На чолі цього полку він у 1877—1878 роках брав участь у кампанії проти турків у Закавказзі, був поранений і за бойові відзнаки отримав кілька орденів і золоту шаблю з написом «За хоробрість».

У 1879—1881 році Еристов перебував у Закаспійському краї провів кампанії проти туркменів-текінців під Кизил-Арватом та Геок-Тепе. 25 березня 1881 року він був нагороджений орденом св. Георгія 4-го ступеня, у наказі було сказано:
|  | Отримав наказ від генерал-майора Петрусевича, 23-го грудня, атакувати та заняти сильно укріплену ворожу позицію поблизу фортеці Денглі-Тепе, завзято захищяєму текінцями у переважаючих силах, полковник князь Еристов поспішав кавалерію і на чолі її швидким і рішучим натиском вибив текінців з передового укріплення, звернувши залишки їх до втечі. Невтомна діяльність у виконанні покладених на нього доручень, як начальника кавалерійського резерву, так і начальника лівого флангу облоги фортеці Геок-Тепе, звернула на себе увагу, так само як його хоробрість, розпорядливість і мужність. |

3 листопада 1886 року Еристов був підвищений у званні до генерал-майора і призначений командиром 2-ї бригади 6-ї кавалерійської дивізії, з 6 листопада 1891 року командував 2-ю бригадою 13-ї кавалерійської дивізії. 11 червня 1895 року отримав у командування 5-у кавалерійську дивізію і 14 травня 1896 року підвищений до генерал-лейтенанта.
29 червня 1901 року Еристов був звільнений з посади дивізійного начальника і призначений членом Олександрівського комітету поранених, 6 грудня 1906 року проведений в генерали від кавалерії.
Був одружений із Соломією Агафонівною Акімовою (? — 1920), сестрою генерала від кавалерії Миколи Агафоновича Акімова. Подружжя мало чотири дочки:
1. Катерина (1865—1920), чоловік — Валеріан Ксаверійович Ченчерін (? — 1919);
2. Ніна (1867—1940), чоловік — Михайло Іванович Жеребків;
3. Варвара (1870—1930), чоловік — Петро Політковський (? — 1917);
4. Сусанна (1872—1912), 1-й чоловік — Олександр Іванович Левашев (? — 1914), 2-й чоловік — Вальтер Мейнард (? — 1918).

Помер 29 червня 1910 року у Санкт-Петербурзі.

## Нагороди
Серед інших нагород Еристов мав ордени:
- Орден Святого Станіслава 2-го ступеня (1876 рік)
- Орден Святої Анни 2-го ступеня з мечами (1877 рік)
- Орден Святого Володимира 4-го ступеня з мечами (1878 рік)
- Золота шашка з написом «За хоробрість» (7 листопада 1878 року)
- Орден Святого Володимира 3-го ступеня з мечами (1878 рік)
- Орден Святого Георгія 4-го ступеня (25 березня 1881 року)
- Орден Святого Станіслава 1-го ступеня (1890 рік)
- Орден Святої Анни 1-го ступеня (6 грудня 1894 року)
- Орден Святого Володимира 2-го ступеня (1 січня 1901 року)
- Орден Білого орла (6 грудня 1904 року)
- Орден Святого Олександра Невського (6 грудня 1909 року)